# Гидростроитель (парк)
Парк культуры и отдыха «Гидрострои́тель» — центральный парк в городе Волжский. Единственный парк в России, сохранивший свой первоначально задуманный облик. Парк занесён в учебники по ландшафтной архитектуре, как образец регулярного классического стиля в паркостроении.

## История
К созданию парка приступили в 1951 году по проекту архитекторов Государственного института проектирования городов — И. Ф. Михайлова и В. П. Русакова. К 22 октября 1951 года под строительство были отведены первые контуры парка.
В парке до сих пор растёт тополь, который в 1951 году посадил основатель города Фёдор Георгиевич Логинов.
В холодную зиму 1951—1952 гг. земля расходилась, и вымерзали корни деревьев. И тогда озеленители применили технологию зимнего полива. Прочный лёд сковывал землю и деревья были спасены.
В апреле 1952 года высадили деревьев по дендрологическому проекту Гипрогора, при этом некоторые привозные деревья были заменены деревьями местных пород. По границам разместили тополя, а внутри высадили низкие деревья, пересаженные из поймы: вязы, клёны, ясени. Также посадили акации, берёзы, различные плодовые деревья, саженцы которых заказывали в других городах страны. Сегодня в парке насчитывается более 45 видов деревьев и кустарников.
25 июля 1953 года состоялось торжественное открытие парка.
26 июня 1954 года в парке был открыт летний кинотеатр на 900 зрителей, построенный по проекту архитектора Юрия Мальцева.
В 1956 году главную аллею парка украсила первая скульптура — «Девочка с петухом» и была построена ротонда — круглая беседка в античном стиле, обрамленная по периметру колоннами и увенчанная куполом. Остальные скульптуры появились в 1961 году. Всего в парке насчитывается 16 белоснежных скульптур в стиле соцреализма, которые условно можно разделить на две группы: счастливое детство и строители коммунизма: артисты, рабочие и спортсмены.

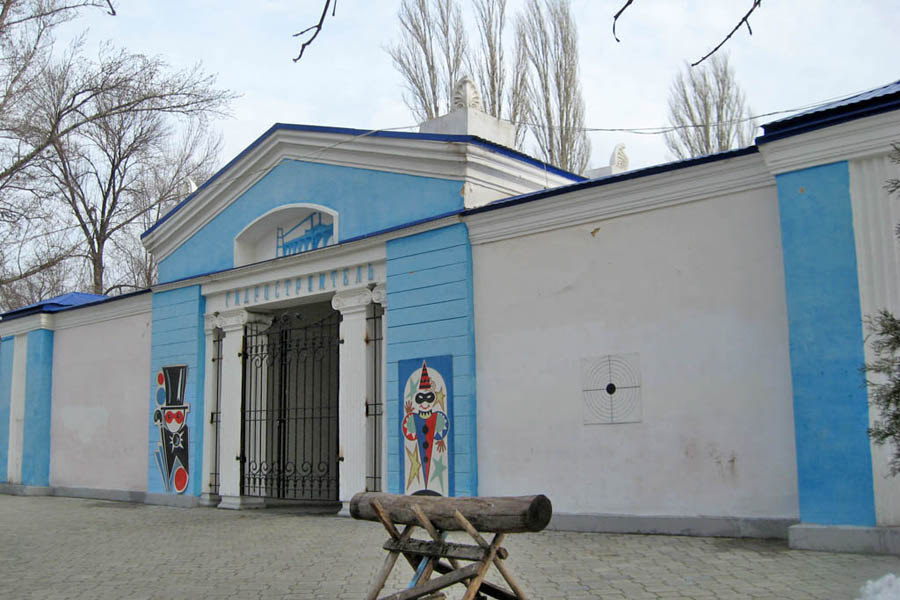
Павильон летнего кинотеатра

Изначально в комплекс парка были включены: летний кинотеатр, небольшой спортивный комплекс, сектор тихого отдыха с павильонами для настольных игр и библиотекой-читальней, открытые площадки, перголы. Сектор шумных игр изолирован от стальных секторов парка. В меньшем по размеру, наиболее живописном западном участке парка разместился детский сектор с павильонами для настольных игр, открытыми площадками, плескательным бассейном, фонтаном, теневыми навесами. Парадная центральная аллея проложена под углом к восточному фасаду дворца культуры «Волгоградгидрострой», в котором предусмотрены специальные выходы в парк.
13 июля 1990 года в честь больших заслуг строителей Волжской ГЭС и в связи с 14-летием «Волгоградгидростроя» парку было присвоено название «Гидростроитель».
В 1999 году парк был признан лучшим в Волгоградской области.
Парк входит в границы объекта культурного наследия регионального значения «Комплекс застройки города гидростроителей, 1951—1962 гг., 1-я очередь города».
В парке действует аттракционы, летний театр, эстрадные площадки. Имеется маленький зоопарк и бесплатный Wi-Fi.